# Jochem de Weerdt
Jochem de Weerdt (Apeldoorn, 13 augustus 1977) is een Nederlands voormalig voetballer die uitkwam voor Go Ahead Eagles. Hij speelde als aanvaller.